# Niko Pulić
Niko Pulić (Dubrovnik, 12. srpnja 1963.) je hrvatski vozač, višestruki hrvatski pobjednik i uzastopni trostruki europski pobjednik na brdskim trkama (1999., 2000., 2001.) vozeći BMW M3 (Gr. A), a natječući se u EHCC (Cat. I). Član je AMK Čikor-Pulić.

## Fimografija

### Televizijske uloge
- "Zauvijek susjedi" kao Niko Pulić (2007.)

## Vanjske poveznice
- Službena stranica  Arhivirana inačica izvorne stranice od 22. lipnja 2015. (Wayback Machine)